# Julius (Bibel)
Julius (altgriechisch Ἰούλιος) war laut biblischem Bericht in der Apostelgeschichte der Name des Hauptmanns einer kaiserlichen Abteilung, der den Auftrag hatte, Paulus nach Rom zu überführen, nachdem dieser sich in seinem Prozess auf den Kaiser berufen hatte (Apg 27,LUT ).

## Biblischer Bericht
Nachdem Paulus in Folge eines Aufruhrs in Jerusalem gegen den christlichen Missionar zu seinem Schutz verhaftet und zur Gerichtsverhandlung nach Cäsarea gebracht worden war, berief er sich als römischer Bürger im Verlauf dieser Verhandlung auf den Kaiser, d. h. er legte Berufung beim kaiserlichen Gericht in Rom ein (Apg 23–26 ). In der Folge wurde Paulus zusammen mit einigen anderen Gefangenen an einen Hauptmann (altgriechisch ἑκατοντάρχης wörtlich: Anführer einer Hundertschaft) namens Julius übergeben (Apg 27,1 ).
Das Verhalten des Julius gegenüber Paulus wird als „menschenfreundlich“ (altgriechisch φιλανθρώπως) beschrieben. So erlaubte er ihm beispielsweise beim Zwischenstopp des Schiffs in Sidon, die dortigen Christen zu besuchen (Apg 27,3 ). Als nach dem Schiffbruch an der Küste Maltas die Soldaten der Wachmannschaft die Gefangenen töten wollten, damit deren eventuelle Flucht ihnen nicht angelastet werden könnte, verhinderte der Hauptmann dies, da er Paulus retten wollte. Dadurch rettete er schließlich auch das Leben aller anderen Gefangenen (Apg 27,42–44 ).